# Lauryn Kennedy Hardy
Lauryn Kennedy Hardy est une actrice américaine.

## Filmographie

### Cinéma

#### Court-métrage
- 2015 : The Borderlands : Josephine
- 2016 : Castor Oil : Lisa

### Télévision

#### Série Télévisée
- 2015 : Bella et les Bulldogs : Kayla
- 2015- : Mann & Wife (en) : Terri Mann / Terri
- 2017 : Esprits criminels : Maya Walker
- 2017 : The Middle : Kid

#### Téléfilms
- 2015 : Love Is a Four-Letter Word : Ruby